# Astragalus perianus
Astragalus perianus är en ärtväxtart som beskrevs av Rupert Charles Barneby. Astragalus perianus ingår i släktet vedlar, och familjen ärtväxter. Inga underarter finns listade i Catalogue of Life.